# Jonathan Benítez
Jonathan Oscar Benítez (Corrientes, Provincia de Corrientes, Argentina, 4 de septiembre de 1991) es un futbolista profesional argentino nacionalizado chileno. Juega como extremo izquierdo o lateral izquierdo y su equipo actual es Palestino de la Primera División de Chile.

## Vida personal
Llegó muy chico a Buenos Aires junto a su familia y se ganó un lugar en las inferiores de Quilmes. Sin embargo, tuvo que dejarlo y volver a su natal Corrientes. La vida lo remeció y lo obligó a madurar de golpe. Debió retirarse a los 13 años, para trabajar y aportar a la casa, debido a que su padre fue encarcelado, debiendo trabajar como vendedor ambulante para aportar dinero al hogar. Un amigo le ofreció un empleo con horarios compatibles a la práctica del fútbol, por lo que a los 17 años se probó en Boca Unidos de la Primera Nacional, siendo fichado y retomando su carrera.  Tras una cesión a Racing de Córdoba, y una segunda etapa en Boca Unidos, a mediados de 2014 es fichado por Magallanes de la Primera B chilena, en su primer experiencia en el extranjero.
A la temporada siguiente, pega el salto a la Primera División chilena, firmando por Cobresal. para la temporada siguiente, juega por Universidad de Concepción, fichando para la temporada 2019 por Coquimbo Unido.
En diciembre de 2019, es anunciado como nuevo jugador de Palestino.

## Clubes
Actualizado al 18 de mayo de 2025
| Club                      | País      | Año       | PJ  | G  |
| ------------------------- | --------- | --------- | --- | -- |
| Boca Unidos               | Argentina | 2011-2012 | 10  | 1  |
| Racing de Córdoba         | Argentina | 2012-2013 | 25  | 2  |
| Boca Unidos               | Argentina | 2013-2014 | 2   | 0  |
| Magallanes                | Chile     | 2014-2015 | 34  | 2  |
| Cobresal                  | Chile     | 2015-2016 | 24  | 3  |
| Universidad de Concepción | Chile     | 2016-2018 | 60  | 4  |
| Coquimbo Unido            | Chile     | 2019      | 23  | 2  |
| Palestino                 | Chile     | 2020-Act. | 190 | 23 |